# Нет мира для нечестивых
«Нет мира для нечестивых» (исп. No habrá paz para los malvados) — испанский фильм 2011 года режиссёра Энрике Урбису. Лауреат шести премий «Гойя», в том числе в номинациях «лучший фильм» и «лучшая режиссура».
Название - отсылка к Ис. 57:21: "Нет мира нечестивым, говорит Бог мой".

## Сюжет
Коррумпированный полицейский Сантос Тринидад выпивает поздно ночью. После того, как его прогоняют из одного бара, он идёт в другой и требует, чтобы ему подали выпивку, несмотря на то, что бар уже закрыт. Владелец бара пытается разрешить ситуацию и предлагает ему бесплатный напиток, но случайно обижает Сантоса, и тот ломает ему нос о барную стойку. Охранник достает оружие, но Тринидад убивает его вместе с владельцем и официанткой. Тем не менее, одному свидетелю удаётся сбежать. Тринидад пытается уничтожить улики и забирает документы и телефоны убитых.

## В ролях
- Хосе Коронадо — Сантос Тринидад
- Родольфо Санчо — Родольфо
- Элена Микель — Чакон
- Хуанхо Артеро — Лейва
- Педро Мария Санчес
- Юн Башир
- Надя Касадо
- Хуан Пабло Шук
- Эдуард Фарело
- Карим Эль-Керем

## Награды и номинации
| Награда | Категория                    | Номинант                                 | Результат |
| ------- | ---------------------------- | ---------------------------------------- | --------- |
| «Гойя»  | Лучший фильм                 | Лучший фильм                             | Победа    |
| «Гойя»  | Лучший режиссёр              | Энрике Урбису                            | Победа    |
| «Гойя»  | Лучший оригинальный сценарий | Энрике Урбису и Мишель Гастамбиде        | Победа    |
| «Гойя»  | Лучший актёр                 | Хосе Коронадо                            | Победа    |
| «Гойя»  | Лучший актёр второго плана   | Хуанхо Артеро                            | Номинация |
| «Гойя»  | Лучшая операторская работа   | Унакс Мендиа                             | Номинация |
| «Гойя»  | Лучший монтаж                | Пабло Бланко                             | Победа    |
| «Гойя»  | Лучшая музыка                | Марио де Бенито                          | Номинация |
| «Гойя»  | Лучший продюсер              | Палома Молина                            | Номинация |
| «Гойя»  | Лучший звук                  | Маркос де Оливейра и Начо Ройо-Вильянова | Победа    |
| «Гойя»  | Лучший грим                  | Монтсе Бокерас, Начо Диас и Серхио Перес | Номинация |
| «Гойя»  | Лучшие костюмы               | Патрисия Монне                           | Номинация |
| «Гойя»  | Лучшая работа художника      | Антон Лагуна                             | Номинация |
| «Гойя»  | Лучшие спецэффекты           | Рауль Романильос и Чема Реманча          | Номинация |